# Ephedra vvedenskyi
Ephedra vvedenskyi — вид гнетоподібних з родини ефедрових (Ephedraceae). Місцем проживання цього виду є Іран, Південний Кавказ, Туркменістан.